# خانه جمشیدی
منزل جمشیدی مربوط به اوایل دوره پهلوی است و در شیراز، خیابان وصال، کوچه حمام برلیان واقع شده و این اثر در تاریخ ۱۱ دی ۱۳۸۰ با شمارهٔ ثبت ۴۶۷۶ به‌عنوان یکی از آثار ملی ایران به ثبت رسیده است.